# Acmella pusilla
Acmella pusilla là một loài thực vật có hoa trong họ Cúc. Loài này được (Hook. & Arn.) R.K.Jansen mô tả khoa học đầu tiên năm 1985.